# Tinn
Tinn è un comune norvegese della contea di Telemark.

## Storia
Nella città è nato il vescovo cattolico Markus Bernt Eidsvig.

### Simboli
Lo stemma è stato concesso il 18 novembre 1994.
Le cinque gocce d'acqua fanno riferimento ai cinque fiumi che scorrono nel comune e alla centrale idroelettrica di Rjukan.